# Nicolas Alfonsi
Nicolas Alfonsi (* 13. April 1936 in Cargèse, Korsika; † 16. März 2020 in Ajaccio, Korsika) war ein französischer Jurist und Politiker (PRG). 
Alfonsi vertrat das Département Corse-du-Sud als Abgeordneter in der Nationalversammlung sowie als Mitglied des Senats. Des Weiteren war er von 1962 bis 2001 Bürgermeister der kleinen korsischen Gemeinde Piana. Von 1981 bis 1984 war er Mitglied des Europäischen Parlaments für das Mouvement des Radicaux de Gauche und gehörte dort der Sozialistischen Fraktion an.
Alfonsi starb im März 2020 im Alter von 83 Jahren während der COVID-19-Pandemie an den Folgen einer SARS-CoV-2-Infektion.